# Agência Internacional de Integridade do Tênis
A Agência Internacional de Integridade do Tênis (português brasileiro) ou Agência Internacional de Integridade do Ténis (português europeu) (em inglês: International Tennis Integrity Agency; sigla: ITIA) é a organização responsável por proteger a integridade do tênis profissional em todo o mundo. É uma versão atualizada da Unidade de Integridade do Tênis (2008–2020). Foi estabelecida após uma revisão abrangente da integridade no esporte.
A ITIA assumiu a responsabilidade pela administração do Programa Anticorrupção de Tênis em sua formação e pelo Programa Antidoping do Tênis em 1º de janeiro de 2022.
Além das atividades de prevenção, educação e testes de drogas, reúne informações e investiga a manipulação de competições, principalmente na manipulação de resultados no tênis. Tem a capacidade de impor multas e sanções e suspender jogadores, árbitros e outros oficiais de tênis de participar dos torneios sancionados.
A entidade é uma iniciativa das organizações internacionais de tênis profissional: ITF, ATP, WTA e os quatro torneios do Grand Slam (Australian Open, Roland Garros, Wimbledon e US Open). A ITIA é legalmente independente das organizações de tênis e toma suas próprias decisões sobre investigações e processos. É incomum isso acontecer nos esportes globais.

## Fiscalização
A ITIA é supervisionado pelo Conselho de Supervisão de Integridade do Tênis (TISB, Tennis Integrity Supervisory Board, em inglês), que possui 5 membros independentes e 4 membros do tênis, representando as organizações tenísticas. O TISB é atualmente presidido pela Comendadora Jennie Price, ex-diretora executiva da Sport England.

## Comando e equipe
A ITIA foi fundada por seu primeiro diretor executivo, Jonny Gray, ex-sócio sênior e chefe global de esportes da empresa de consultoria Control Risks, e ex-comandante do Argyll and Sutherland Highlanders - regimento do Exército Britânico -, condecorado pelos serviços prestados nos Conflitos na Irlanda do Norte e na Guerra do Iraque.
Nomeado em 2019, foi anunciado em 2022 que deixaria o cargo por ter feito uma 'contribuição significativa para a integridade do tênis'.
Foram estabelecidos três diretores seniores:
- Investigações: Jenni Kennedy, ex-chefe de integridade da Associação de Futebol Inglesa (FA).[14]
- Antidoping: Nicole Sapstead, ex-diretora executiva da UK Anti-Doping (UKAD).[15]
- Jurídico: Ben Rutherford, ex-consultor jurídico da World Rugby, entidade máxima do rugby.[16]

A ITIA tem cerca de 35 funcionários em inteligência, investigações, antidoping, educação e treinamento, gerenciamento jurídico e de casos, comunicações e administração.

## Programa anticorrupção no tênis
Uma das principais responsabilidades da ITIA é administrar o Programa Anticorrupção de Tênis (TACP) em nome das organizações de tênis. O TACP define os vários crimes de corrupção no tênis profissional, incluindo aqueles relacionados a apostas, manipulação de resultados e manipulação da competição. A ITIA investiga as possíveis infrações do TACP. Quando possui provas suficientes, submete o caso a um Auditor Independente Anticorrupção (AHO) para uma audiência em primeira instância. Atualmente, existem sete AHOs. Apelações de decisões de primeira instância são ouvidas em um novo julgamento no Tribunal Arbitral do Esporte em Lausane, na Suíça.

## Programa antidoping no tênis
Outra responsabilidade principal da ITIA é administrar o Programa Antidoping do Tênis (TADP) em nome das organizações de tênis. Os tenistas profissionais são testados para substâncias proibidas pela Agência Mundial Antidoping (WADA) e, ao descobrir que uma violação da regra antidoping foi cometida, as sanções são impostas no âmbito do Programa em conformidade com os requisitos do Código Mundial Antidoping.

## Programa de proteção da integridade no tênis
A ITIA também administra o Programa de Proteção da Integridade do Tênis (TIPP). O TIPP é um programa interativo de tecnologia educacional on-line projetado para informar os participantes do esporte e, assim, proteger a integridade do esporte. O TIPP é obrigatório para todos os jogadores e oficiais e deve ser concluído a cada 2 anos.
A ITIA também recomenda que todos aqueles que trabalham no tênis, como treinadores, funcionários de torneios e agentes, concluam o programa.

## Investigações e sanções
Última atualização: 24 de janeiro de 2024.

### Suspensões provisórias
| Nome                         | Função          | Idade | Data       |
| ---------------------------- | --------------- | ----- | ---------- |
| Dragos Nicolae Madaras       | jogador         | 25    | 17/08/2023 |
| Maxence Broville             | jogador         | 24    | 20/06/2023 |
| Juan-Carlos Osorio Hernández | jogador         | 39    | 06/09/2022 |
| Francesco Totaro             | juiz de cadeira | n/d   | 14/07/2022 |
| Gilbert Soares Klier Junior  | jogador         | 22    | 24/06/2022 |

### Suspensões sentenciadas
| Nome                            | Função           | Idade | Data       | Tempo             | Multa       | Suspensa    |
| ------------------------------- | ---------------- | ----- | ---------- | ----------------- | ----------- | ----------- |
| Julien Dubail                   | jogador          | 35    | 04/10/2023 | 3 anos e 9 meses  | US$ 45.000  | US$ 31.500  |
| Anis Ghorbel                    | jogador          | 34    | 04/01/2024 | 3 anos            | US$ 20.000  | –           |
| Stefan Milanov                  | juiz de cadeira  | n/d   | 28/12/2023 | 16 anos           | US$ 75.000  | –           |
| Leny Mitjana                    | jogador          | 29    | 22/12/2023 | 10 anos           | US$ 20.000  | –           |
| Vladislav Ivanov                | jogador          | 24    | 21/12/2023 | 4 anos            | –           | –           |
| Manuel Sperger                  | juiz de cadeira  | n/d   | 18/12/2023 | 7 anos e 6 meses  | US$ 25.000  | US$ 18.750  |
| Edvinas Grigaitis               | juíza de cadeira | n/d   | 15/12/2023 | 3 anos            | –           | –           |
| Maxime Authom                   | jogador          | 36    | 28/10/2023 | 3 anos e 9 meses  | US$ 30.000  | US$ 21.000  |
| Omar Salman                     | jogador          | 27    | 09/10/2023 | 2 anos e 7 meses  | US$ 30.000  | US$ 21.000  |
| Victor Bini                     | jogador          | 20    | 03/10/2023 | 13 meses          | –           | –           |
| Caroline Lampl                  | jogadora         | 26    | 03/10/2023 | 2 anos            | –           | –           |
| Arnaud Graisse                  | jogador          | 33    | 02/10/2023 | 4 anos e 10 meses | US$ 60.000  | US$ 42.000  |
| Antonio Ruiz Rosales            | jogador          | 39    | 30/09/2023 | 10 anos           | US$ 30.000  | –           |
| José Antonio Rodríguez          | jogador          | 28    | 30/09/2023 | 12 anos           | ?           | ?           |
| Marko Ducman                    | juiz de cadeira  | n/d   | 08/09/2023 | 10 anos e 6 meses | US$ 75.000  | US$ 56.250  |
| Sanjar Fayziev                  | jogador          | 28    | 25/07/2023 | 3 anos e 6 meses  | US$ 15.000  | –           |
| Clement Reix                    | técnico          | 39    | 25/07/2023 | 12 meses          | US$ 10.000  | –           |
| Igor Smilansky                  | jogador          | 28    | 25/07/2023 | 2 anos            | US$ 4.000   | US$ 1.000   |
| Felipe Hernández                | jogador          | 22    | 22/07/2022 | 3 anos            | –           | –           |
| Mikael Ymer                     | jogador          | 24    | 16/07/2023 | 18 meses          | –           | –           |
| Jenson Brooksby                 | jogador          | 22    | 05/07/2023 | 18 meses          | –           | –           |
| Baptiste Crepatte               | jogador          | 28    | 20/04/2023 | 3 anos            | US$ 15.000  | –           |
| Andrej Martin                   | jogador          | 33    | 05/04/2023 | 14 meses          | –           | –           |
| Kyu-Seung Kim                   | jogador          | 59    | 24/03/2023 | 1 ano             | –           | –           |
| Stefano Battaglino              | jogador          | 24    | 01/02/2023 | 4 anos            | –           | –           |
| Shérazad Reix                   | jogadora         | 33    | 30/01/2023 | 4 anos            | US$ 30.000  | –           |
| Sydney Dorcil                   | jogadora         | 20    | 13/01/2023 | 4 anos            | –           | –           |
| Zheng Baoluo                    | jogador          | 21    | 16/12/2022 | 9 meses           | US$ 5.000   | US$ 2.000   |
| Bárbara Gatica Avilés           | jogadora         | 26    | 15/12/2022 | 3 anos            | US$ 5.000   | –           |
| Stefan Milanov                  | juiz de cadeira  | n/d   | 08/12/2022 | 6 meses           | US$ 10.000  | US$ 5.000   |
| Fernando Verdasco               | jogador          | 38    | 30/11/2022 | 2 meses           | –           | –           |
| Bob Bryan                       | treinador        | 44    | 29/11/2022 | 4 meses           | US$ 10.000  | –           |
| Mardy Fish                      | treinador        | 40    | 29/11/2022 | 4 meses           | US$ 10.000  | –           |
| Luis Patiño                     | jogador          | 28    | 12/10/2022 | 3 anos            | –           | –           |
| Simona Halep                    | jogadora         | 31    | 07/10/2022 | 4 anos            | –           | –           |
| não revelado                    | jogador(a)       | 14    | 23/09/2022 | 9 meses           | –           | –           |
| Adam El Mihdawy                 | jogador          | 33    | 07/09/2022 | 3 anos e 6 meses  | US$ 5.000   | US$ 10.000  |
| Lorenzo Chiurazzi               | juiz de cadeira  | n/d   | 26/08/2022 | 7 anos e 6 meses  | US$ 50.000  | US$ 33.500  |
| Max Wenders                     | treinador        | n/d   | 27/07/2022 | 12 anos           | US$ 12.000  | –           |
| Michel Vernier Quinteros        | jogador          | 29    | 19/07/2022 | 7 anos e 5 meses  | US$ 15.000  | US$ 7.500   |
| Majd Affi                       | juiz de cadeira  | n/d   | 08/07/2022 | 20 anos           | –           | –           |
| Abderahim Gharsallah            | juiz de cadeira  | n/d   | 08/07/2022 | 7 anos            | –           | –           |
| Mohamed Ghassen Snene           | juiz de cadeira  | n/d   | 08/07/2022 | 7 anos            | –           | –           |
| Alberto Emmanuel Alvarado Larin | jogador          | 27    | 20/05/2022 | 5 meses           | US$ 10.000  | US$ 8.000   |
| Bastián Malla                   | jogador          | 26    | 13/05/2022 | 1 mês             | –           | –           |
| Pedro Bernabe Franco            | jogador          | 25    | 06/05/2022 | 15 anos           | US$ 100.000 | US$ 75.000  |
| Marc Fornell Mestres            | jogador          | 40    | 06/05/2022 | 22 anos e 6 meses | US$ 250.000 | US$ 200.000 |
| Jorge Marse Vidri               | jogador          | 41    | 06/05/2022 | 15 anos           | US$ 15.000  | US$ 5.000   |
| Carlos Ortega                   | jogador          | n/d   | 06/05/2022 | 15 anos           | US$ 150.000 | US$ 140.000 |
| Jaime Ortega                    | jogador          | n/d   | 06/05/2022 | 7 anos            | US$ 100.000 | US$ 90.000  |
| Marcos Tarralbo                 | jogador          | 37    | 06/05/2022 | 15 anos           | US$ 100.000 | US$ 85.000  |
| Fernando Bogajo Fernandez       | jogador          | 29    | 05/05/2022 | 1 ano e 10 meses  | US$ 3.000   | US$ 5.000   |
| Ksenia Palkina                  | jogadsor         | 32    | 29/04/2022 | 16 anos           | US$ 100.000 | US$ 87.500  |
| Mauricio Echazú Puente          | jogador          | 33    | 07/01/2022 | 2 anos e 3 meses  | US$ 10.000  | US$ 8.000   |
| Nicolás Arreche                 | jogador          | 27    | 06/01/2022 | 4 anos            | US$ 8.000   | –           |
| Roberto Santino Quintana Llamas | jogador          | 27    | 17/12/2021 | 2 anos            | US$ 2.000   | US$ 75.000  |
| Carlos Ramirez Utermann         | jogador          | 26    | 16/12/2021 | 1 ano e 10 meses  | US$ 2.000   | US$ 8.000   |
| Amine Ahouda                    | jogador          | 24    | 14/12/2021 | 11 anos           | US$ 5.000   | –           |
| Anas Chakrouni                  | jogador          | 22    | 14/12/2021 | 10 anos           | US$ 5.000   | –           |
| Soufiane El Masbahi             | jogador          | 20    | 14/12/2021 | 9 anos            | US$ 5.000   | –           |
| Yassir Kilani                   | jogador          | 21    | 14/12/2021 | 9 anos            | US$ 5.000   | –           |
| Mohamed Zakaria Khalil          | jogador          | 22    | 14/12/2021 | 9 anos            | US$ 5.000   | –           |
| Mauricio Astorga                | jogador          | 30    | 06/12/2021 | 3 anos            | US$ 1.500   | –           |
| Dario Drebenstedt               | jogador          | 26    | 23/09/2021 | 12 meses          | US$ 5.000   | –           |
| Hichem Yasri                    | jogador          | 31    | 01/09/2021 | 3 meses           | US$ 5.000   | –           |
| Amal Sultanbekov                | jogador          | 22    | 23/07/2021 | 5 anos            | US$ 8.000   | –           |
| Carlos Andrés Sepúlveda Navarro | jogador          | 24    | 24/06/2021 | 3 anos            | US$ 10.000  | US$ 8.000   |
| Romain Barbosa                  | jogador          | 27    | 27/05/2021 | 3 anos e 9 meses  | US$ 45.000  | US$ 31.500  |
| Arthur De Greef                 | jogador          | 29    | 27/05/2021 | 3 anos e 9 meses  | US$ 45.000  | US$ 31.500  |
| Roman Khassanov                 | jogador          | 24    | 11/05/2021 | 10 anos           | US$ 100.000 | US$ 75.000  |
| Barbora Palcatova               | jogadora         | n/d   | 03/04/2021 | 3 anos            | US$ 5.000   | US$ 3.500   |
| Roberto Maytín                  | jogador          | 32    | 31/03/2021 | 14 anos           | US$ 100.000 | US$ 75.000  |
| Nikita Gudozhnikov              | jogador          | 26    | 05/02/2021 | 30 meses          | US$ 7.500   | –           |

### Banimentos
| Nome                      | Função          | Idade | Data       | Multa       |
| ------------------------- | --------------- | ----- | ---------- | ----------- |
| Christopher Díaz Figueroa | jogador         | 33    | 30/09/2023 | US$ 75.000  |
| Alberto Rojas Maldonado   | jogador         | 25    | 30/09/2023 | US$ 250.000 |
| Alexis Musialek           | jogador         | 35    | 05/08/2023 | US$ 50.000  |
| Timur Khabibulin          | jogador         | 28    | 25/07/2023 | US$ 60.000  |
| Alexandra Riley           | jogadora        | 31    | 14/03/2023 | US$ 50.000  |
| Nastja Kolar              | jogadora        | 28    | 14/02/2023 | US$ 175.000 |
| Younès Rachidi            | jogador         | 36    | 23/01/2023 | US$ 34.000  |
| Mohamed Hassan            | jogador         | 27    | 20/12/2022 | US$ 12.100  |
| Mick Lescure              | jogador         | 29    | 09/12/2022 | US$ 40.000  |
| Jules Okala               | jogador         | 25    | 09/12/2022 | US$ 15.000  |
| Jules Okala               | jogador         | 24    | 01/12/2022 | US$ 15.000  |
| Mick Lescure              | jogador         | 28    | 01/12/2022 | US$ 40.000  |
| Sebastian Rivera          | treinador       | n/d   | 22/09/2022 | –           |
| Daniel Zeferino           | juiz de cadeira | n/d   | 10/05/2022 | –           |
| Ayoub Chakrouni           | jogador         | 30    | 14/12/2021 | US$ 10.000  |
| Albina Khabibulina        | jogadora        | n/d   | 02/12/2021 | US$ 150.000 |
| Simohamed Hirs            | jogador         | 24    | 30/07/2021 | US$ 35.000  |
| Temur Ismailov            | jogador         | 26    | 23/07/2021 | US$ 26.000  |
| Franco Feitt*             | jogador         | 28    | 13/04/2021 | US$ 25.000  |
| Abiodun Oyegoke           | jogadora        | n/d   | 11/03/2021 | –           |
| Bukola Popoola            | jogadora        | n/d   | 11/03/2021 | –           |
| Sofia Dmitrieva           | jogadora        | n/d   | 27/01/2021 | –           |
| Alija Merdeeva            | jogadora        | n/d   | 27/01/2021 | –           |

* Recurso negado pelo Tribunal Arbitral do Esporte (CAS).